# Lus
Pour les articles homonymes, voir Lus (homonymie).
Lus  est une localité du Cameroun située dans le département du Donga-Mantung et la Région du Nord-Ouest, à la frontière avec le Nigeria. Elle fait partie de la commune de Nwa. C'est aussi le siège d'une chefferie traditionnelle de 2e degré.

## Population
En 1970 Lus comptait 1 919 habitants, principalement Mfumte.
Lors du recensement de 2005, 5 340 habitants y ont été dénombrés.
C'est l'une des 16 localités où l'on parle le mfumte, une langue des Grassfields.